# Igor Dekonski
Igor Konstantinovič Dekonski (rusko Игорь Константинович Деконский), ruski hokejist, * 22. avgust 1938, Moskva, Rusija, † 14. februar 2002.
Dekonski je v sovjetski ligi igral za klub CSKA Moskva, skupno na 180-ih prvenstvenih tekmah, na katerih je dosegel 86 golov. Za sovjetsko reprezentanco je nastopil na enem svetovnem prvenstvu, na katerih je osvojil srebrno medaljo. Za reprezentanco je nastopil na sedemnajstih tekmah, na kateri je dosegel dvanajst golov.

## Pregled hokejske kariere
Odebeljeno - reprezentančni nastopi, glej tudi Statistika pri hokeju na ledu.
| Moštvo          | Liga                 | Sezona |    | Redni del | Redni del | Redni del | Redni del | Redni del | Redni del |   | Končnica | Končnica | Končnica | Končnica | Končnica | Končnica |
| --------------- | -------------------- | ------ | -- | --------- | --------- | --------- | --------- | --------- | --------- | - | -------- | -------- | -------- | -------- | -------- | -------- |
| Moštvo          | Liga                 | Sezona | OT | G         | P         | T         | +/-       | KM        | OT        | G | P        | T        | +/-      | KM       |          |          |
| Sovjetska zveza | Svetovno prvenstvo A | 59     |    | 7         | 5         |           | 5         |           |           |   |          |          |          |          |          |          |
| Skupaj          |                      |        |    | 7         | 5         |           | 5         |           |           |   |          |          |          |          |          |          |